# احداوة (مولاي بوشتى)
احداوة هي إحدى مشيخات المملكة المغربية، تتبع جغرافيا لإقليم تاونات وإداريًا لمولاي بوشتى. يقدر عدد سكانها بـ 5519 نسمة حسب الإحصاء الرسمي للسكان والسكنى لسنة 2004.